# NGC 4025
NGC 4025 ist eine Balken-Spiralgalaxie vom Hubble-Typ SBc im Sternbild Großer Bär am Nordsternhimmel. Sie ist schätzungsweise 145 Millionen Lichtjahre von der Milchstraße entfernt und hat einen Durchmesser von etwa 105.000 Lichtjahren.  
Das Objekt wurde am 17. März 1787 von Wilhelm Herschel entdeckt.